# Гхакарам

Гхакарам

Гхакарам (малаял. ഘകാരം) — гха, 17-я буква алфавита малаялам, обозначает придыхательный звонкий велярный взрывной согласный. Акшара-санкхья — 4 (четыре). Графически гхакарам можно представить как усложнение буквы лахарам (ഘ — ല), нечто аналогичное можно встретить в грузинском алфавите в паре гхани-ласи (ღ — ლ).